# Altay (Kazakhstan-Oriental)
Pour les articles homonymes, voir Altaï (homonymie).
Altay (en kazakh latin Altaý, kazakh cyrillique Алтай, kazakh arabe التاي) est une localité de l’oblys du Kazakhstan-Oriental au Kazakhstan.

## Histoire
Sa création date de 1791, et la localité obtient le statut de ville en 1941. En décembre 2018, le président du Kazakhstan, Noursoultan Nazarbaïev, a adopté un décret visant à renommer Zyrian (en kazakh : Зырян) ou Zyrianovsk (en russe : Зыряновск) en Altay. Elle doit son nom à la découverte, en 1791, par G. G. Zyrianov de gisements de métaux.

## Géographie
Altay est le chef-lieu du district d'Altay.
 Altay est situé dans l’Altaï de minerai, sur les rives de la Berezovka, un affluent gauche de la Boukhtarma.

## Transports
Elle est reliée à Öskemen par 183 km de voie ferrée. Elle communique avec Rakhmanovskie Kluchi et Bolshenarymskoe par des tronçons d’autoroute.

## Démographie
Altay a vu sa population décroitre de 1999 à 2009, passant de 43 894 à 39 320 habitants. Elle s’est ensuite stabilisée, montrant un total de 39 977 habitants en 2013.
La population est constituée principalement de Russes (78 %), de Kazakhs (16 %), de Tatars (2 %), d’Allemands (1 %), d’Ukrainiens (1%) et de quelques Biélorusses (0,2 %).
Depuis 1959, la population a évolué comme suit:
| Année      | Population 1959 | Population 1970 | Population 1979 | Population 1989, | Population 1999 | Population 2009 | Population 2012 |
| ---------- | --------------- | --------------- | --------------- | ---------------- | --------------- | --------------- | --------------- |
| Population | 54 119          | 56 206          | 51 132          | 52 838           | 43 894          | 39 320          | 38 096          |

## Économie
La commune doit sa création à la découverte de minéraux, en 1791 par G. G. Zyrianov. Un combinat d’exploitation du plomb (division Kazzinc), constitué de deux mines (Maleevsky et Grekhovsky), d’une fonderie et de départements administratifs.

## Éducation
La localité rassemble l’université technique de l’oblys, des centres de formation médicale, agricole ou technique. On y compte 8 écoles, 3 bibliothèques publiques, un palais de la culture et des équipements sportifs.

## Personnalités liées à la localité
- Maraz Orazkimovitch Assanov, né en 1951 à Zyrianovsk, est un topologue soviétique.
- Alexander Rosenbaum, né en 1951 à Saint-Pétersbourg, auteur et musicien russe engagé, a grandi à Zyrianovsk.
- Alfred Koch, né en 1961 à Zyrianovsk est un écrivain russe, mathématicien et économiste.